# Pravonín
Pravonín (en allemand : Prawonin) est une commune du district de Benešov, dans la région de Bohême-Centrale, en République tchèque. Sa population s'élevait à 569 habitants en 2020.

## Géographie
Pravonín se trouve à 9 km au sud-sud-est de Vlašim, à 25 km au sud-est de Benešov et à 61 km au sud-est de Prague.
La commune est limitée par Kondrac, Vracovice et Miřetice au nord, par Chmelná et Čechtice à l'est, par Načeradec au sud et par Louňovice pod Blaníkem à l'ouest.

## Histoire
La première mention écrite de la localité date de 1352.